# تلمبه اکبرآباد (بردسیر)
تلمبه اکبرآباد یک منطقهٔ مسکونی در ایران است که در دهستان نگار واقع شده‌است.